# Кредиторська заборгованість
Кредиторська заборгованість (англ. accounts payable) — це заборгованість підприємства іншим юридичним і фізичним особам, що виникла в результаті здійснених раніше дій (подій), оцінена в гривнях і щодо якої в підприємства існують зобов'язання її погашення в певний строк.
В балансі підприємства записуються як короткотермінові зобов'язання, які повинні бути оплачені протягом одного року.

## Аналіз кредиторської заборгованості
Значна питома вага в складі джерел коштів підприємства, як відомо, належить позичковим коштам, у тому числі й кредиторській заборгованості. Тому необхідно вивчати та аналізувати поряд з дебіторською заборгованістю і кредиторську, її склад, структуру, а потім провести порівняльний аналіз із дебіторською заборгованістю.
Передовсім треба перевірити достовірність інформації щодо видів і строків кредиторської заборгованості. Для цього користуються прямим підтвердженням контрагентів, вивченням контрактів і договорів, особистими бесідами з працівниками, які мають інформацію про борги і зобов'язання підприємства.
У процесі аналізу необхідно дати оцінку умов заборгованості, звернути увагу на строки, обмеження використання ресурсів, можливості залучення додаткових джерел фінансування.
Аналіз власне кредиторської заборгованості починається з вивчення складу і структури кредиторської заборгованості за даними форми № 1 «Баланс».
Для цього розраховують питому вагу кожного виду кредиторської заборгованості в загальній сумі. Такі показники розраховуються за звітом і за планом, а порівнюючи їх, визначають відхилення в структурі кредиторської заборгованості, установлюють причини змін її окремих складових і розробляють заходи для регулювання заборгованості, особливо тих її складових, які негативно впливають на діяльність підприємства.
Як правило, основною причиною змін структури кредиторської заборгованості є взаємні неплатежі. Це може підтвердити порівняльний аналіз кредиторської та дебіторської заборгованості.
Деталізація аналізу кредиторської заборгованості може проводитись з використанням запропонованої вище методики аналізу дебіторської заборгованості.
Оборотність кредиторської заборгованості розраховується за тією самою формулою, що й дебіторської, з тією лише різницею, що в знаменнику відображають суму обороту для закупівлі сировини, матеріалів тощо.
Аналіз стану дебіторської та кредиторської на кінець звітного періоду заборгованості передбачає також її порівняльний аналіз.
Результатом такого аналізу може бути виявлення:
- збільшення або зменшення дебіторської заборгованості;
- збільшення або зменшення кредиторської заборгованості.

Як збільшення, так і зменшення дебіторської і кредиторської заборгованості можуть призвести до негативних наслідків для фінансового стану підприємства.
Так, зменшення дебіторської заборгованості проти кредиторської може статися через погіршання стосунків з клієнтами, тобто через зменшення кількості покупців продукції.
Збільшення дебіторської заборгованості проти кредиторської може бути наслідком неплатоспроможності покупців.
У процесі виробничої діяльності часто трапляються випадки, коли кредиторська заборгованість значно перевищує дебіторську. Деякі економісти-теоретики вважають, що це свідчить про раціональне використання коштів, оскільки підприємство залучає в оборот більше коштів, ніж відволікає з обороту. Але бухгалтери-практики оцінюють таку ситуацію тільки негативно, оскільки підприємство мусить погашати свої борги незалежно від стану дебіторської заборгованості.
Отже, аналізуючи дані дебіторської і кредиторської заборгованості, необхідно вивчити причини виникнення кожного виду заборгованості, виходячи з конкретної виробничої ситуації на підприємстві.

## Аудит кредиторської заборгованості
Значну питому вагу в складі джерел коштів підприємства мають позикові кошти, у тому числі й кредиторська заборгованість. Тому аудитору необхідно також вивчати, перевіряти поряд з дебіторською
заборгованістю і кредиторську, її склад, структуру.
Кредиторська заборгованість — це найвагоміша частина зобов'язань підприємства, до яких включаються довгострокові і поточні зобов'язання.
Під час аудиту кредиторської заборгованості мають бути розв'язані такі завдання:
- вивчення реальності кредиторської заборгованості — як довгострокової, так і поточної;
- установлення причин і строків утворення заборгованості;
- перевірка наявності простроченої кредиторської заборгованості;
- вивчення кредиторської заборгованості, за якою минув строк позовної давності;
- з'ясування правильності списання заборгованості, строк позовної давності якої минув, перевірка достовірності відображення за відповідними статтями балансу суми кредиторської заборгованості;
- перевірка правильності та обґрунтованості списання заборгованості та оформлення і відображення в обліку заборгованості за одержаними авансами.

Джерелами інформації для перевірки кредиторської заборгованості є: договори поставки продукції (робіт, послуг), акти звіряння розрахунків, протоколи про залік взаємних вимог, акти інвентаризації розрахунків, векселі, копії платіжних документів, книга купівлі, книга продажу, облікові регістри (відомості, журнали, машинограми), Головна книга, звітність, а також первинні документи й облікові регістри з обліку розрахунків із постачальниками, різними кредиторами, розрахунки за претензіями, з відшкодування матеріального збитку.
Аудит кредиторської заборгованості проводиться в кілька етапів. Необхідно встановити, чи не була відображена в балансі заборгованість прострочена? Це здійснюється зіставленням термінів розрахунків, які вказані в договорах, рахунках-фактурах. Перевіряється кредиторська заборгованість, щодо якої минув строк позовної давності.
Установлюється наявність кредиторської заборгованості з простроченим терміном позову та перевіряється її списання. Для підтвердження реальності кредиторської заборгованості аудитор може розіслати листи кредиторам для підтвердження залишку. Надходження і перерахування коштів перевіряється за даними журналу № 1. У такий же спосіб виявляється наявність заборгованості з простроченим трирічним терміном давності і перевіряється правильність її списання.